# Verbetering (Veendam)
Verbetering is een voormalig waterschap in de provincie Groningen.
Het schap lag ten noordoosten van Veendam. De noordgrens lag bij De Uitweg, de Spoorhavenweg en het verlengde daarvan naar de Noorderweg, de oostgrens lag op ongeveer 800 m oostelijk van de weg Vosseveld, de zuidgrens lag iets ten zuiden van de Zuiderweg en het verlengde van deze weg tot de Beneden Oosterdiep, de westgrens liep langs dit kanaal. De molen van het schap stond in het noorden van de polder en sloeg uit op een wijk die uitkwam op het Oosterdiep. Het voormalig waterschap Selfhelp is in 1905 opgegaan in de Verbetering. 
Waterstaatkundig gezien ligt het gebied sinds 2000 binnen dat van het waterschap Hunze en Aa's.